# Leontochroma viridochraceum
Leontochroma viridochraceum es una especie de polilla de la familia Tortricidae. Se encuentra en India (Sikkim) y Nepal.